# Đá bùn

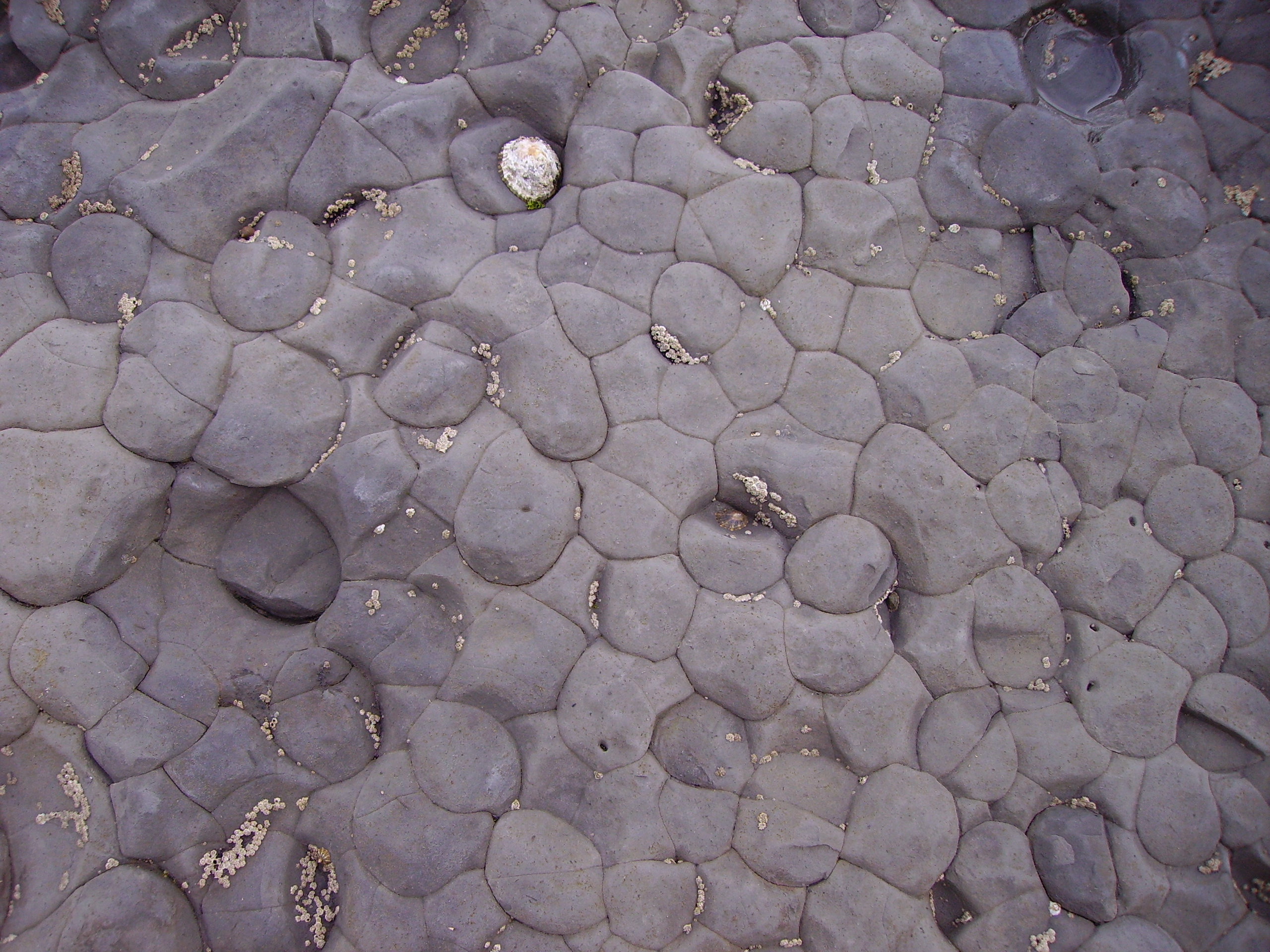
Hệ tầng đá bùn ở bờ biển phía đông Lyme Regis, Anh.

Đá bùn, đá bột hay nê nham là một loại đá trầm tích hạt mịn có thành phần là sét hay bột. Đá bùn phân biệt với đá phiến sét ở chỗ nó không có tính phân phiến (tạo các lớp song song).
Thuật ngữ đá bùn cũng được dùng để gọi một số loại đá cacbonat (như đá vôi hay đá dolomit) bao gồm chủ yếu là bùn cacbonat. Tuy nhiên, trong phần lớn các ngữ cảnh thì thuật ngữ này nói tới  các loại đá bùn là đá mảnh vụn silicat, bao gồm chủ yếu là các khoáng vật silicat.

## Định nghĩa
Kích thước hạt của đá bùn là tới 0,0625 mm (0,0025 inch) cho mỗi hạt riêng rẽ, vì thế là quá nhỏ để có thể phân biệt được khi không có kính hiển vi. Với áp suất gia tăng theo thời gian thì các khoáng vật sét dạng tấm/phiến phẳng có thể được gióng thẳng hàng, với sự xuất hiện và tăng dần của khả năng bóc tách thành lớp, nghĩa là có thể bóc được thành các phiến mỏng song song hay gần như song song với móng, gọi là tính phân phiến. Loại vật liệu dễ dàng tách ra thành các phiến mỏng được gọi là đá phiến sét, và nó là khác biệt với đá bùn. Sự thiếu vắng khả năng tạo/tách bóc các lớp mỏng trong đá bùn có thể hoặc là do kết cấu nguyên thủy hoặc là do sự phá vỡ việc tạo lớp bởi các sinh vật đào bới trong trầm tích trước khi diễn ra quá trình thạch hóa. Đá bùn trông giống như đất sét cứng, và tùy theo hoàn cảnh mà nó hình thành, có thể xuất hiện các vết nứt hoặc khe nứt trên bề mặt nó, giống như một lớp đất sét phơi nắng.
Các loại đá hình thành từ bùn, chẳng hạn như đá bùn và đá phiến sét chiếm khoảng 65% các loại đá trầm tích. Đá bùn trông giống như đất sét bị cứng lại và, phụ thuộc vào môi trường nơi nó được hình thành, nó có thể thể hiện các khe nứt hay vết nứt, giống như trầm tích đất sét bị phơi khô dưới nắng.
Đá bùn có thể chia ra làm 5 thể loại:
- Bột kết - trên một nửa thành phần là các hạt kích thước bột.
- Sét kết - trên một nửa thành phần là các hạt kích thước sét.
- Đá bùn - Bùn bị hóa cứng; hỗn hợp của các hạt kích thước bột và sét.
- Đá phiến sét - thể hiện khả năng tạo phiến mỏng.
- Argillit - Trải qua mức độ biến chất chậm.